# 薩爾縣
薩爾縣（葡萄牙語：Sal）是西非島國佛得角的22個縣之一，位於向風群島的薩爾島，首府設於埃斯帕戈斯，面積216平方公里，主要經濟活動有鹽業、漁業和旅遊業，2010年人口29,110。